# کولکلیف، نیو ساوت ولز
کولکلیف (به انگلیسی: Coalcliff) یک حومه شهر در استرالیا است که در نیو ساوت ولز واقع شده‌است.